# Tachyoryctes macrocephalus
Tachyoryctes macrocephalus är en däggdjursart som beskrevs av Eduard Rüppell 1842. Tachyoryctes macrocephalus ingår i släktet afrikanska rotråttor, och familjen råttdjur. Inga underarter finns listade i Catalogue of Life. Det svenska trivialnamnet bergsrotråtta förekommer för arten.

## Utseende
Arten är med en kroppslängd (huvud och bål) av 21 till 31,3 cm, en svanslängd av 4 till 6,5 cm och 3 till 4 cm långa bakfötter en stor gnagare. Öronen är bara 0,7 till 1,5 cm långa. Pälsen har allmänt en brunaktig grundfärg med några skuggor i silvergrå eller gulgrön. Kännetecknande är en svartaktig fläck ovanför ögonen. Tachyoryctes macrocephalus är med en vikt av 300 till 1000 g större än östafrikansk rotråtta och den har även en större skalle.
Svansen är nära bålen täckt av långa hår och hårens längd minskar fram till spetsen.

## Utbredning
Denna gnagare förekommer i Etiopiens högland i regioner som ligger 3000 till 4150 meter över havet. Området är täckt av gräs.

## Ekologi
Individerna är aktiva på dagen och lever i underjordiska tunnelsystem. Gångarna ligger bara 10 till 15 cm under markytan och tunnlarna av ett system kan hopräknad vara 34 meter långa. Boet har flera förgreningar och ingångar. Tachyoryctes macrocephalus äter främst örter och andra växtdelar som den hittar nära ingångarna. Dessutom ingår rötter i födan. Under kalla dagar stannar gnagaren i boet och ingångarna är stängda. Denna rotråtta jagas av ugglor, av andra rovlevande fåglar och av medelstora rovdjur. Arten är till exempel ett betydande bytesdjur för etiopisk varg. Arten delar reviret med Lophuromys melanonyx och Arvicanthis blicki som är andra råttdjur. Denna gnagare är dagaktiv.
Fortplantningssättet antas vara lika som hos östafrikansk rotråtta.

## Status
Arten hotas av habitatförstöring på grund av intensiv användning av utbredningsområdet som betesmark. Gnagaren förekommer i Balebergens nationalpark men även där minskar beståndet. IUCN kategoriserar arten globalt som starkt hotad.